# Heliconius ismenius
Heliconius ismenius is een vlinder uit de familie Nymphalidae. De wetenschappelijke naam van de soort is voor het eerst geldig gepubliceerd in 1817 door Pierre André Latreille. De soort werd ontdekt tijdens de reis van Alexander von Humboldt en Aimé Bonpland naar Zuid- en Midden-Amerika (1799-1804).
H. ismenius komt voor in Midden-Amerika en het noorden van Zuid-Amerika.

## Ondersoorten
Van Heliconius ismenius worden volgende ondersoorten onderscheiden:
- H. ismenius ismenius Latreille, 1817
- H. ismenius telchinia Doubleday, 1847
- H. ismenius clarescens Butler, 1875
- H. ismenius fasciatus Godman & Salvin, 1877
- H. ismenius metaphorus Weymer, 1883
- H. ismenius boulleti Neustetter, 1928
- H. ismenius occidentalis Neustetter, 1928
- H. ismenius tilletti Brown & Fernández, 1976

## Galerij

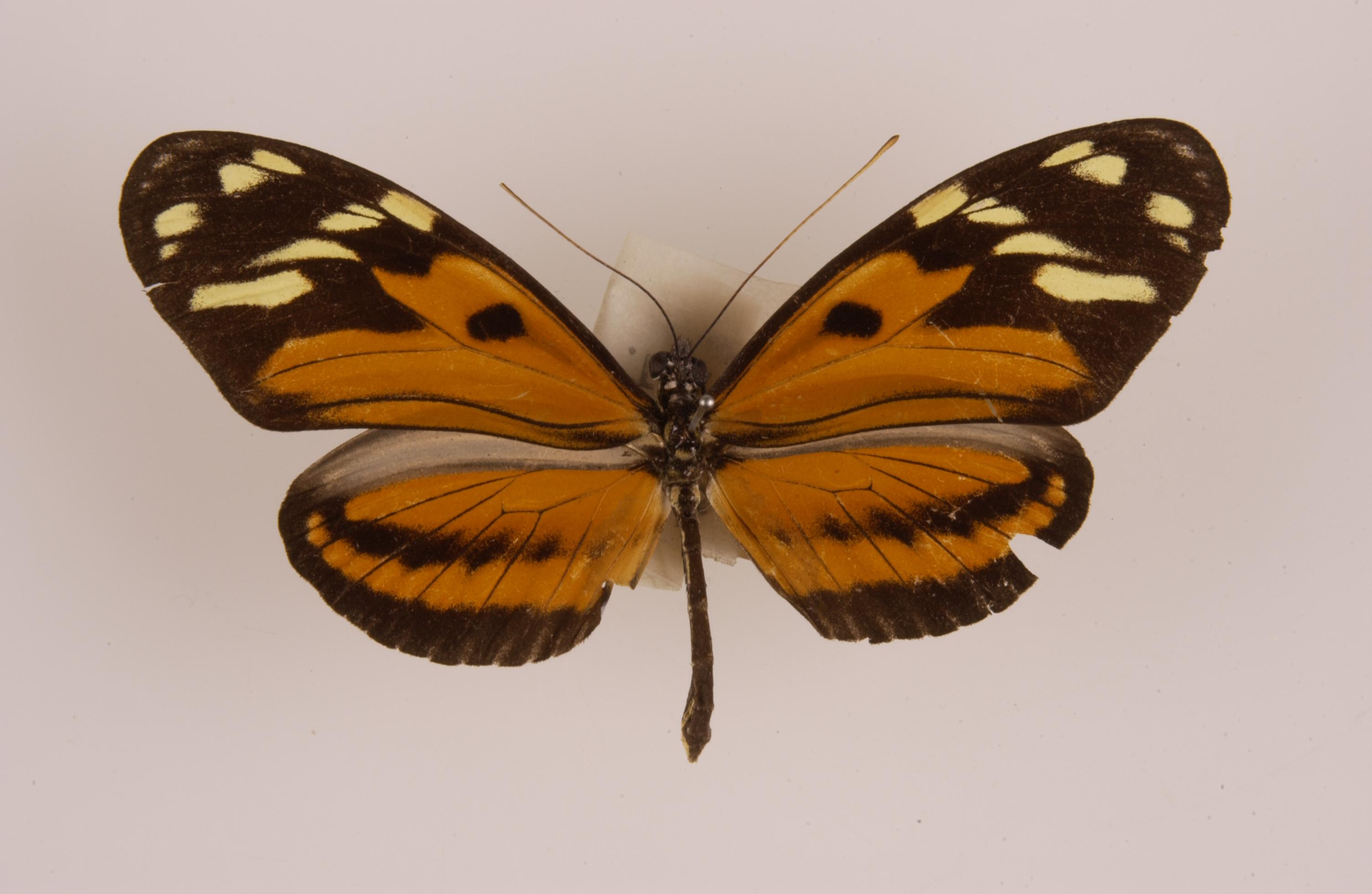
Heliconius ismenius
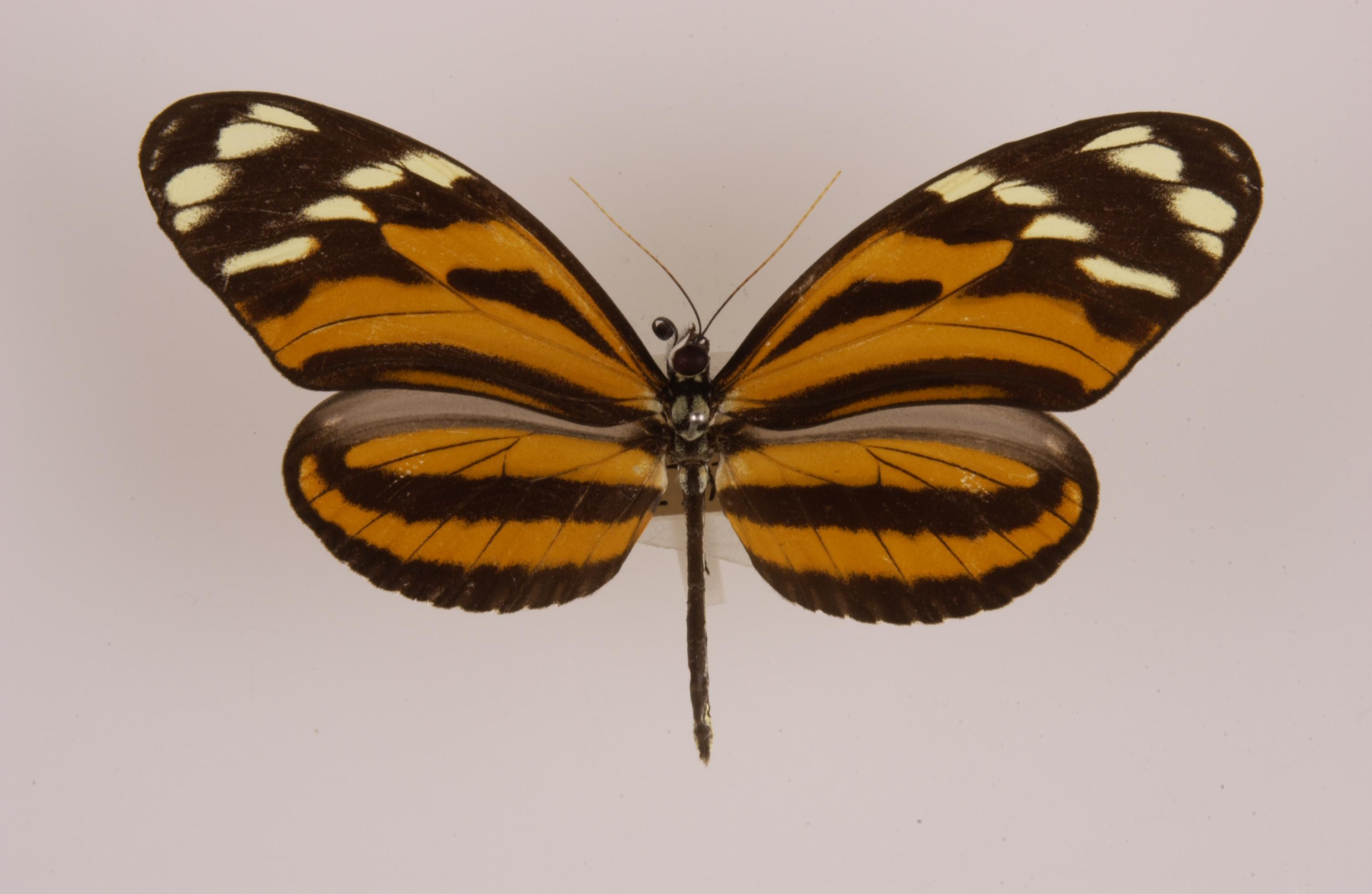
Heliconius ismenius telchinia
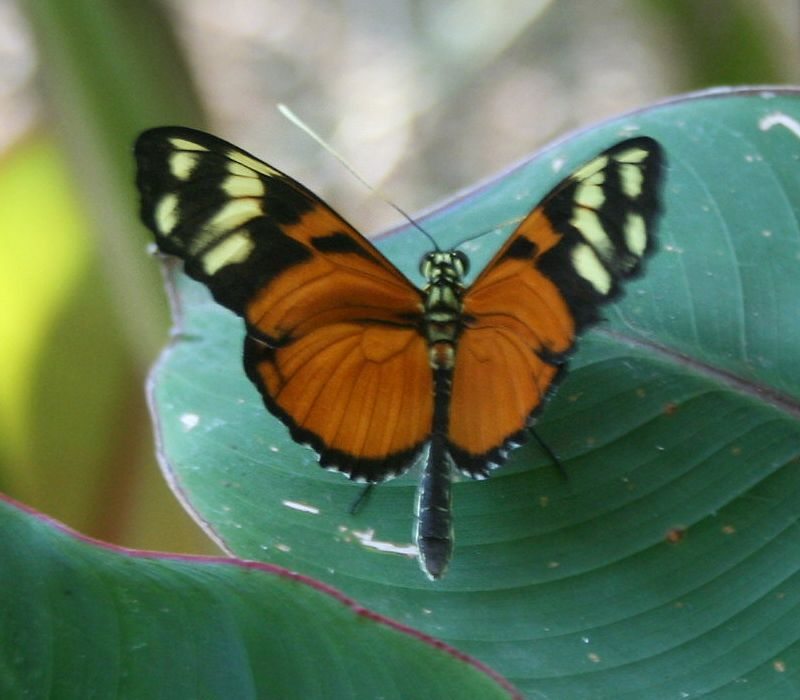
Heliconius ismenius clarescens, rugzijde
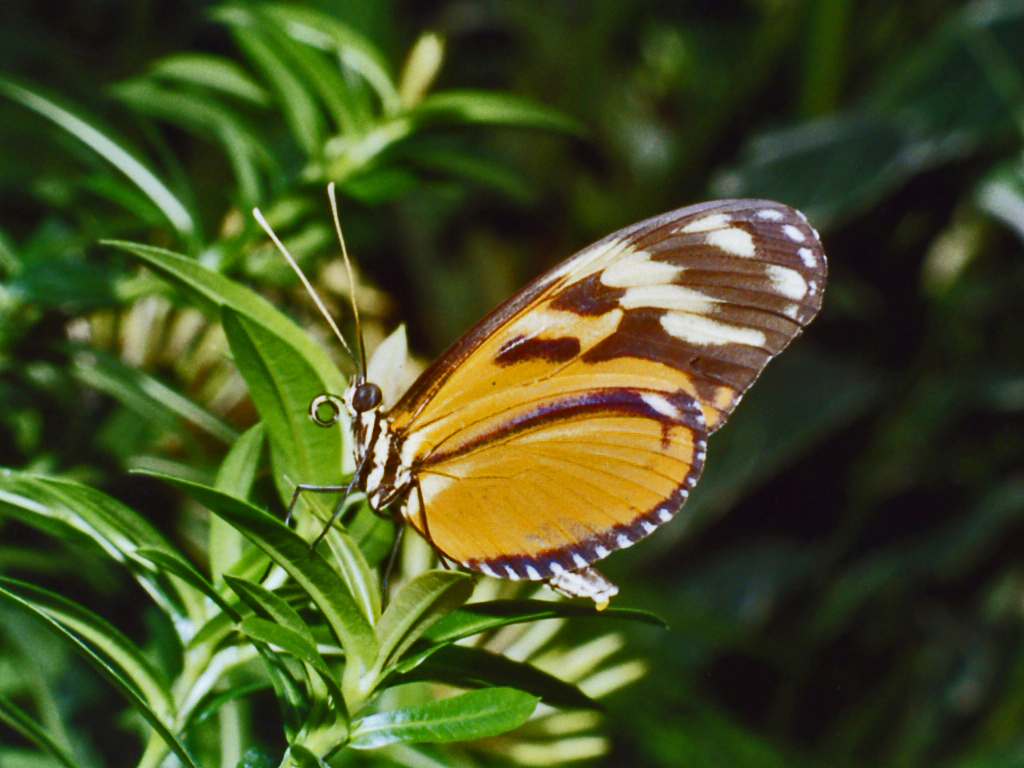
H. i. clarescens, buikzijde